# Toho (Speer)
Der Toho ist ein Speer aus Indonesien.

## Beschreibung
Den Toho gibt es in vielen, unterschiedlichen Versionen. Sie unterscheiden sich in Länge, Klingenform, Klingenlänge und -breite. Es gibt blattförmige Klingen, Klingen mit einem oder mehreren Widerhaken und auch Klingen mit Seitenklingen ähnlich dem Sponton (siehe Bild Infobox). Bei manchen Versionen sind Haarbüschel zur Verzierung kurz unterhalb der Klinge am Schaft angebracht. Die Schäfte sind oft mehr oder weniger mit Rattan umwickelt. Die Toho werden von Ethnien in Indonesien benutzt.